# Rodolfo Crespo
Rodolfo Alexandrino Suzano Crespo (ur. 31 maja 1942 w Nova Lisboa) – portugalski polityk, parlamentarzysta krajowy, od 1986 do 1987 poseł do Parlamentu Europejskiego II kadencji.

## Życiorys
Ukończył szkołę średnią w Nova Lisboa (w dzisiejszej Angoli), a następnie studia z literaturoznawstwa na Université Paris Sorbonne. Był jednym z założycieli Partii Socjaldemokratycznej, od 1977 do 1980 kierował jej strukturami w obszarze miejskim Lizbony. Od 1977 do 1987 zasiadał w Zgromadzeniu Republiki I, II, III i IV kadencji, reprezentując okręgi Lizbona, Leiria i Europa. W latach 1977–1983 należał także do Zgromadzenia Parlamentarnego Rady Europy. Od 1 stycznia 1986 do 13 września 1987 sprawował mandat posła do Parlamentu Europejskiego w ramach delegacji krajowej. Przystąpił do frakcji socjalistycznej. Został przewodniczącym Komisji ds. Socjalnych i Zatrudnienia (styczeń–wrzesień 1987), a także członkiem Komisji ds. Weryfikacji Mandatów oraz Komisji ds. Petycji. Został później szefem fundacji „O Século”, zajmującej się pomocą dzieciom w trudnej sytuacji.